# Gros-bec migrateur
Eophona migratoria
Pour les articles homonymes, voir Gros-bec.
Espèce
Statut de conservation UICN

 LC  : Préoccupation mineure
Le Gros-bec migrateur (Eophona migratoria) est une espèce de passereau de la famille des Fringillidae.

## Comportement

### Alimentation
Il se nourrit essentiellement de graines d’arbres prélevées en forêt et dans les jardins, sur les arbres et sur le sol, dans l’herbe et la litière de feuilles. Les jeunes sont nourris d’insectes..
Melville (1992), du WWF Hong Kong, a fait une intéressante observation le 17 mars 1991 quand il aperçut un groupe de 65 gros-becs migrateurs à Island House, Tai Po,
Hong Kong. La plupart des oiseaux s’étaient perchés dans un grand arbre (Delonyx regia)
où certains se nourrissaient de graines de l’année précédente. En effet cet arbre, presque
entièrement défolié, portait encore quelques cosses contenant des graines. Plusieurs oiseaux mâchonnaient ces cosses pendant que d’autres prélevaient de minuscules bourgeons de feuilles. Trois autres gros-becs s’étaient posés dans une formation de bambou (Bambusa vulgaris var. vittata) et s’affairaient à couper des feuilles pour les mâchonner avant de les rejeter. Auparavant Melville avait observé, dans la même localité, deux oiseaux occupés à extraire des graines des cônes encore verts d’un cyprès (Cupressus govenia) et fut surpris de constater qu’ils se mettaient ensuite à manger le cône entier. L’apparence de ces gros-becs lui laissait penser qu’il s’agissait d’oiseaux relâchés ou échappés de captivité.

### Mœurs
Il se tient habituellement en couples mais peut apparaître en nombres lors de la migration.
Il reste généralement dissimulé dans le feuillage mais il est familier et facile d’approche.

### Reproduction

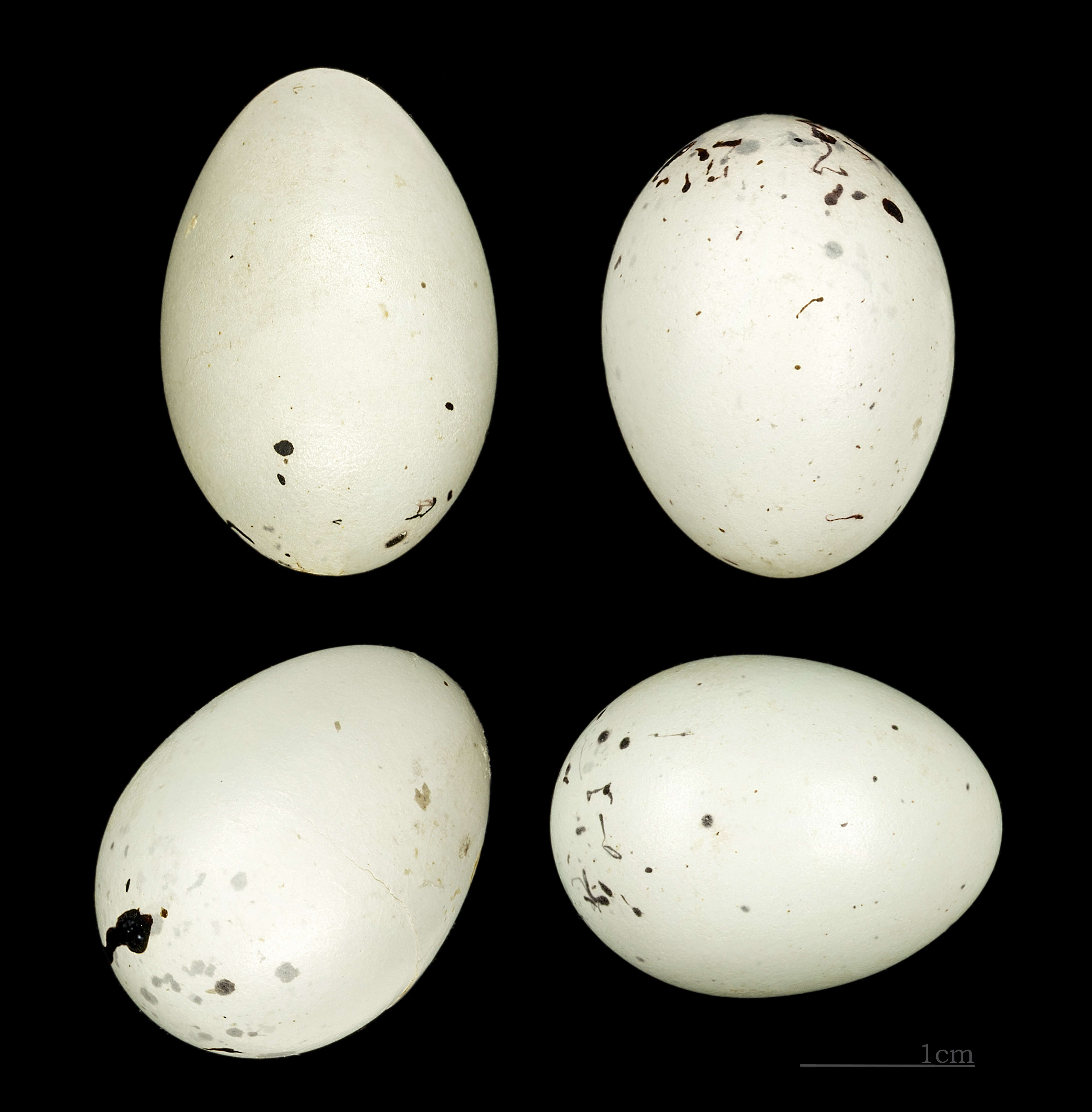
Œufs de Gros-bec migrateur Muséum de Toulouse

Une photo (in Ottaviani 2008), prise dans la région de l’Amour en ex-URSS, montre un mâle en train de nourrir ses jeunes dans un nid de rameaux et de racines avec une très épaisse assise mais une coupe assez peu profonde intérieurement. Il est placé dans la fourche d’un arbuste dans un site bien dégagé.

## Répartition et habitat
La forme nominale se reproduit dans l’extrême sud-est de l’ex-URSS, en Corée, dans l’extrême nord-est de la Mongolie et dans le nord-est de la Chine puis elle hiverne dans le sud de la Chine et à Taiwan. La sous-espèce sowerbyi niche dans le centre et l’est de la Chine, notamment dans le bassin du Changjiang jusque dans l’ouest du Seutchouan puis elle hiverne dans le sud-ouest de la Chine. À noter le premier cas de nidification en 2006 sur l’île Kinmen près de Taiwan.

### Déplacements
Il est tantôt sédentaire, tantôt migrateur, quittant les régions de l’Amour et de l’Oussouri
de la mi-août à la mi-septembre pour atteindre ses quartiers d’hivernage de septembre
à novembre dans l’est de la Chine et au Japon. La migration printanière a lieu de début mai à mi-juin. Les observations faites en Europe sont attribuées à des oiseaux échappés de captivité. En effet, des importations massives ont lieu, en provenance de Hong Kong, pour fournir le marché des oiseaux.

## Systématique
L'espèce Eophona migratoria a été décrite par l'ornithologue allemand Ernst Hartert en 1903.

### Sous-espèces
- Eophona migratoria migratoria Hartert, 1903 : sud de l’Amour et de Sikhote Alin et région située au sud-est du plateau de Vitim (ex-URSS), Oussouri, Mandchourie, nord-est de la Mongolie, Corée du Nord et du Sud. En hivernage dans le sud de la Chine (sud du Yunnan, Kouangsi, Kouangtong, Foukien, Taiwan). Visiteur régulier au printemps, en automne et en hiver dans le sud du Japon où il s’est reproduit à Kiou-Siou en 1980 et dans l’archipel des sept îles d’Izu.
- Eophona migratoria sowerbyi Riley, 1915 : centre et est de la Chine (Seutchouan, Houpéi, Anhouéi, Kiangsou). Moins migratrice que la forme nominale mais erratique dans l’ouest et le sud de la Chine (surtout dans le Yunnan) avec des extrêmes atteints dans le nord-est du Myanmar, de la Thaïlande, du Laos et du Viêt-nam, dans les îles Bonin et à Nansei Shoto (Japon).

## Habitat
Il affectionne les forêts mixtes ou décidues, les formations de bambous, les collines boisées, les vallées, les parcs, les vergers et les jardins. Il marque une préférence pour les chênes, les bouleaux, les aulnes et les hêtres et fréquente davantage les clairières et les lisières que l’intérieur des forêts. Dans l’extrême est de l’ex-URSS, son habitat de prédilection est la forêt caducifoliée ou mixte de conifères et de feuillus caduques dans un paysage de collines boisées, de bocage et de halliers le long des cours d’eau. En Chine, il est même décrit comme l’oiseau typique des régions cultivées, évitant la taïga mais aimant la proximité de l’eau. Enfin sa présence a aussi été signalée dans des jardins de grandes villes comme Hong Kong et Hanoï où il peut d’ailleurs causer quelques dégâts et qu’il anime par ses vols ponctués de cris stridents.